# Lise de Baissac
Lise Marie Jeannette de Baissac-Villameur (Curepipe, 11 maggio 1905 – Marsiglia, 28 marzo 2004) è stata un'agente segreta mauriziana, che nel corso della seconda guerra mondiale fu - assieme al fratello Claude - membro dell'SOE, i servizi segreti britannici e divenne un'eroina della resistenza francese.
Fu nominata cavaliere della Legion d'onore, membro dell'Impero britannico e decorata con la croce di guerra 1939-1945.

## Biografia
Lise Marie Jeannette de Baissac nacque a Mauritius l'11 maggio 1905. Era l'ultima (e unica figlia femmina) dei tre figli  di una famiglia benestante di origine francese, ma con passaporto britannico.
Dopo l'occupazione da parte dei tedeschi della Francia, suo fratello Jean si arruolò nell'esercito britannico. Lise de Baissac decise invece, assieme al fratello Claude,  di attraversare i Pirenei per raggiungere Lisbona; da qui, dopo sei mesi di permanenza, i due si imbarcarono poi per la Scozia, dove si arruolarono nell'SOE.
Lise de Baissac fu quindi addestrata a Beaulieu, nell'Hampshire (Inghilterra).
Nella notte del 24 settembre 1942 Lise de Baissac (nome in codice: Odile) salì, assieme all'agente Andrée Borrel (nome in codice: Désirée), a Tempsford a bordo di un bombardiere britannico, da dove fu paracadutata in Francia. Furono le prime due donne ad essere paracadutate in Francia; il compito della De Baissac era quello di coordinare l'Artist, un nascondiglio per agenti segreti britannici.
La De Baissac fu così protagonista di vari sabotaggi e altre operazioni clandestine.
Dopo che, nell'estate del 1943, molti degli agenti britannici furono arrestati dai tedeschi, il 17 agosto di quell'anno Lise de Baissac si trasferì assieme al fratello Claude e all'agente Nicholas Bodington in Gran Bretagna.
Lì la De Baissac si curò della formazione di due nuove agenti, Yvonne Baseden e Violette Szabo. Con loro, il 10 aprile 1944, si paracadutò nei pressi di Villers-les-Ormes per raggiungere, con il nome in codice di Marguerite, un nuovo gruppo di agenti segreti, il "Pimento", gruppo comandato da Anthony Brooks e collegato alla Resistenza francese.
A causa di differenti vedute politiche (i membri, di ispirazione socialista, le rimproveravano ad esempio che lei vestisse troppo elegante per un gruppo di questo genere), la De Baissac lasciò però il gruppo e raggiunse nuovamente il fratello, impegnato in Normandia nelle operazioni segrete che dovevano precedere il celebre sbarco. Il suo impegno fu quindi quello di spiare le intenzioni dei tedeschi.
Al termine della guerra si trasferì a Marsiglia, dove nel 1950 si sposò con Gustave Villameur, suo grande amore sin da quando era una ragazzina.
Morì a Marsiglia il 28 marzo 2004, alla soglia dei 99 anni.

## Onorificenze

### Francia
- Croce di guerra 1939-1945

### Regno Unito
- membro dell'Impero Britannico

## Trasposizioni cinematografiche
- A Lise de Baissac è ispirato il personaggio di Louise Desfontaines  (interpretato da Sophie Marceau) nel film del 2008, diretto da Jean-Paul Salomé, Female agents.